# 2738 Віракоча
2738 Віракоча (2738 Viracocha) — астероїд головного поясу, відкритий 12 березня 1940 року.
Тіссеранів параметр щодо Юпітера — 3,349.